# Fernando Navarro (Aquí no hay quien viva)
Fernando Navarro Sánchez es un personaje ficticio de la serie de televisión española Aquí no hay quien viva. 
Actualmente, desde la destrucción de Desengaño 21, Fernando sigue con Mauri en un nuevo edificio compartiendo rellano con Bea y Ana.

## Creación y concepción
Cuando Antena 3 informa a José Luis Moreno que acepta hacer la serie, sus sobrinos, Alberto Caballero y Laura Caballero, pensaron en la creación de una pareja homosexual, tras acabar la primera temporada el actor abandonó la serie para realizar la película de David Marqués Aislados, una vez acabada esta película volvió.

## Recepción
Algunas publicaciones de temática homosexual como Shangay Express y Odisea elogiaron que tanto Luis Merlo como Adrià Collado interpretaran con normalidad a los personajes. Collado también afirmaría que los dos personajes fueron bien aceptados por el público e incluso ayudó a aceptar mejor la homosexualidad en bastantes ciudadanos.
El episodio «Érase una luna de miel», en el que los dos personajes iban a adoptar un niño, fue criticado por la plataforma ciudadana conservadora HazteOir.org, debido a la frase de uno de los personajes: «¿Iréis a la manifestación que han convocado los gais frente a los curas? Ya veréis que emocionante». La plataforma solicitó a la cadena que concediera un espacio en horario de máxima audiencia a los organizadores de la manifestación en contra de los matrimonios igualitarios.